# Carmel Busuttil
Pour les articles homonymes, voir Busuttil.
Carmel Busuttil, né le 29 février 1964 à Rabat (Malte), est un footballeur international maltais, évoluant au poste d'attaquant. Il est ensuite entraîneur adjoint de l'équipe de Malte de football de 2003 à 2005.

## Palmarès

### Avec le Rabat Ajax Football Club
- Vainqueur du Championnat de Malte de football en 1985 et 1986.
- Vainqueur de la Coupe de Malte de football en 1986.
- Vainqueur de la Supercoupe de Malte de football en 1985 et 1986.

### Avec le Sliema Wanderers Football Club
- Vainqueur du Championnat de Malte de football en 1996.
- Vainqueur de la Coupe de Malte de football en 2000.
- Vainqueur de la Supercoupe de Malte de football en 1996 et 2000.

## Distinctions personnelles
- Membre de la liste des Joueurs en or de l'UEFA.